# Azraël (Schtroumpfs)
Pour les articles homonymes, voir Azraël (homonymie).
Azraël est le chat de Gargamel dans la série de bande dessinée Les Schtroumpfs publiée à partir de 1959.

Représentation de Gargamel et Azraël dans un magasin Carrefour à l’occasion de la sortie du dernier film.

Tout comme son maître Gargamel, il apparaît pour la première fois dans la deuxième histoire des Schtroumpfs, Le Voleur de Schtroumpfs, publiée pour la première fois dans le journal de Spirou no 1130 du 10 décembre 1959. L’histoire est par la suite publiée dans le premier album de la série, Les Schtroumpfs noirs, en 1963.
Nommé d'après l'ange de la mort, Azraël est un chat roux et blanc avec une truffe noire et une langue rouge. Presque aussi mauvais que son maître, il affiche souvent une mine maléfique. Il est cependant difficile d'affirmer si Azraël est véritablement mauvais ou s'il se contente de suivre son instinct de chat, à savoir courir après les souris, aussi bleues soient-elles. Bien qu'il soit souvent maltraité par son maître, il a beaucoup d'affection pour lui, affection que le sorcier semble lui rendre.
Son rêve est de croquer ne serait-ce qu'un petit Schtroumpf, mais Gargamel l'en empêche quand il le peut.
Dans la série de dessins animés, il est souvent encouragé par son maître à attraper les Schtroumpfs par l'expression « Ouais Azra ! » ou « Oui Azra ! ».

## Apparitions d'Azraël dansLes Schtroumpfs(par ordre chronologique)
- Le Voleur de Schtroumpfs
- Le Faux Schtroumpf
- Le Schtroumpf volant
- Schtroumpfonie en ut
- La Schtroumpfette
- Pièges à Schtroumpfs
- Les Schtroumpfs et le Cracoucass
- Un Schtroumpf pas comme les autres
- L'Apprenti Schtroumpf
- Schtroumpf vert et Vert Schtroumpf
- La Soupe aux Schtroumpfs
- Le Bébé Schtroumpf
- Le Schtroumpf robot
- L'Aéroschtroumpf
- La Gourmandise chez les Schtroumpfs
- Puppy et les Schtroumpfs
- Les Farces du Schtroumpf farceur
- L'Étrange Réveil du Schtroumpf paresseux
- Le Petit Train des Schtroumpfs
- Les Schtroumpfs pompiers
- Une taupe chez les Schtroumpfs
- Le Schtroumpf financier
- Le Schtroumpfeur de bijoux (mentionné seulement)
- Le Schtroumpf sauvage
- Le Schtroumpf reporter
- Les Schtroumpfs joueurs
- Un enfant chez les Schtroumpfs
- Schtroumpf les Bains
- La Grande Schtroumpfette
- Les Schtroumpfs et l'Arbre d'or
- Les Schtroumpfs à Pilulit
- Les Schtroumpfs et l'Amour sorcier
- Les Schtroumpfs et le Demi-génie
- Les Schtroumpfs et les Haricots mauves
- Les Schtroumpfs et la Machine à rêver
- Les Schtroumpfs et le Vol des cigognes (sur la dernière case seulement)
- Gargamel l'ami des Schtroumpfs

## Apparitions d'Azraël dansLes Schtroumpfs et le Village des filles(par ordre chronologique)
- Le Corbeau (tome 3)